# Marcel Godivier
Marcel Godivier, né le 17 janvier 1887 à Versailles et mort le 9 février 1963 à Dreux, est un cycliste français.

## Biographie
Marcel Godivier est mobilisé pendant la Première Guerre mondiale.

## Palmarès sur route
- 1908
  - 9e du Tour de France
  - 2e de Paris-Beaugency
- 1909
  - Paris-Châteauroux
- 1911
  - Paris-Beaugency
  - 12e et 15e étapes du Tour de France
  - 6e du Tour de France
  - 8e de Milan-San Remo
- 1913
  - 3e du Tour de Lombardie
- 1914
  - 3e de Paris-Menin
- 1917
  - 2e de Paris-Tours
  - 2e de Trouville-Paris
  - 2e de Trouville-Tours
- 1918
  - 1re étape de Milan-Bologne-Milan

## Palmarès sur piste
- 1913
  - 2e du Bol d'or
  - Recorman du monde des 100 kilomètres derrière tandem (1 h 59 min 47 s)
- 1919
  - 2e du Bol d'or
- 1921
  - 2e du championnat de France de demi-fond
- 1923
  - 2e des Six jours de Londres
- 1925
  - 3e du championnat de France de demi-fond

## Résultats sur les grands tours

### Tour de France
7 participations
- 1908 : abandon (8e étape)
- 1909 : 9e du classement général
- 1910 : abandon (14e étape)
- 1911 : 6e du classement général et vainqueur des 12e et 15e étapes
- 1912 : abandon (10e étape)
- 1913 : abandon (4e étape)
- 1914 : 30e du classement général

### Tour d'Italie
- 1919 : 11e